# さいとうよしえ
さいとう よしえ（2月24日 - ）は、日本の女性声優。パワー・ライズ（合併前はトリトリオフィス）所属。神奈川県横浜市出身。身長156cm。

## 人物
レトロゲームが趣味。特技はドット打ち。
親の影響で落ち物パズルゲームの『ぷよぷよ』にはまり、小学生の頃は「ぷよぷよ博士」と呼ばれていた。ぷよぷよの爆発的ブームが去ってからは創作と芝居に熱中するようになる。昔から人と同じことをするのは嫌だったといい、「とがっていたハタチ」の成人式には和ロリを着用して出席したという。
2013年に開催されたイベント「『魔導同窓会! コンパイルナイト通!!』〜ラジオコンパイルremix〜」に観客として参加し、往時のラジオ番組を模したコーナーで「コンパイルがきっかけで声優を目指し、今年その夢を叶えました!」と客席から書き送ったところその投稿が読み上げられ、「せっかくだから大先輩に」と、出演していたやなせなつみに引き合わされた。
その後偶然に収録現場でやなせと再会し、やなせから仕事に誘われた。さいとうは業界の大先輩の中に混じり、「キャリアやネームバリューを考えるとありえない経験」をしたという。
好みのヘアスタイルはおかっぱ、おだんご頭。迷子になりがちで「迷子er（マイガー）」を自称している。

## 出演
太字はメインキャラクター。

### テレビアニメ
- お兄ちゃんはおしまい!（2023年、エロゲ音声、子供・妹、レポーター、木場ともや）

### ゲーム
2014年
- サウザンドメモリーズ（大力無双の鬼娘ポプリン、微睡の霊導師マーヴィル）
- モット! ソニコミ（インタビュアー、ちゃー・しゅー・めん（猫）、ナレーター、ナレーション、ギャル、ファン）
- ウチの姫さまがいちばんカワイイ（魔猫姫 ウェンズデイ）
- 魔界のパズルカ（グリフォン、ガーゴイル、他）
- Fate/hollow ataraxia（メガネ、佐藤さん、赤ずきん）
- カデンツァ フェルマータ アコルト：フォルテシモ（女子生徒A、女子学生A）

2015年
- アスディバインディオス（受付嬢）
- アスディバインメナス（ノルン、受付嬢）

2016年
- シルヴァリオ・ヴェンデッタ -Verse of Orpheus-（ティナ・クジョウ、ティセ・クジョウ）
- グランドサマナーズ（キュオンシリーズ、メタルシリーズ、コロック、コログラン）

2017年
- アルフヘイムの魔物使い（マーキュリー、アバドン）
- ロボットガールズZ ONLINE（サイガ03）
- 三国恋戦記 魁（斎藤奈々、他）
- 千の刃濤、桃花染の皇姫

2018年
- 結城友奈は勇者である 花結いのきらめき
- わくわくファンタジー（チュートリアル説明キャラ、イテリ、オロテナ）

2019年
- ガーディアン・プロジェクト（時雨）
- ドラゴンクエストXI 過ぎ去りし時を求めて S DLCボイスドラマ「オーレ! シルビア!」「愛のこもれび」
- ケアベア フワフワバンバン（スターバディ）

2020年
- バレットブレイク（ウィスパー、スコーピア、朝陽奈シズク）
  - スーパーバレットブレイク（ウィスパー、スコーピア、朝陽奈シズク）

- LYN: The Lightbringer（ヘラ）

2021年
- ブラックサバイバル: 永遠回帰（フィオラ）
- うみねこのなく頃に咲 〜猫箱と夢想の交響曲〜
- Storia -宝物娘-（カタロニア図）
- 二ノ国：Cross Worlds
- りっく☆じあ〜す（T-80UM-2 チョールヌィイ・オリョール、レギーナ）
- モンスターストライク（2021年 - 2023年、サージョン・キリー、アムルタート）
- ゲートオブナイトメア（リリアナ）
- Demon's Rider（ラウム）

2024年
- 八剱伝Switch版（太騨熊鷹）

時期不詳
- アラド戦記（オベリス＝ロゼンバッハ、タナ、慈悲のビータ、ゼルディン＝シュナイダー）

### ドラマCD
- ルナル・サーガ 〜呪われし真紅の森〜（2014年、ナレーション、メノミリア・ヘイル）
- 篠崎さん気をオタしかに! ドラマCD「ピュアピュアな休日」（2015年、ピュア＝イエロー（木ノ本うづき）、モブ子B）[37]
- ラスボスの向こう側（2017年）[38]
- おはようとおやすみとそのあとに（2017年、伊介の姉[39]）

### 同人アニメ
- 第13回 東方M-1ぐらんぷり（2018年、大妖精[40]）
- 第14回 東方M-1ぐらんぷり（2019年、西行寺幽々子、大妖精）[41]
- 第15回 東方M-1ぐらんぷり（2020年、西行寺幽々子[42]）
- 東方M-1ぐらんぷり EX4 永遠亭漫才夏祭り！（2023年、西行寺幽々子）

### 海外アニメ
- リトル・ヒーローズ －ボカの大冒険－（英語: Axel: The Biggest Little Hero）（2016年、兵隊、子供）
- 101匹わんちゃんストリート（2019年、ディーゼル、トーリー、アラベラ、ウォーカー隊長、船の女性、お世話係、害獣駆除隊リーダー、陽電子王女）[43][44][45][46][47][48][49]
- キティ・キャッツ（カタルーニャ語: Kitti Katz）（2023年、クレオ）
- スーパーキティ（2023年、ビッツィ）

### 吹き替え
- 7 WISH/セブン・ウィッシュ（2018年、クレア[50]）
- ダーククリスタル: エイジ・オブ・レジスタンス（2019年、モードラ・ファラ[51]）
- ストレイ 悲しみの化身（ロシア語: Тварь (фильм)）（2020年、ヴァーニャ[52]）
- NOPE/ノープ（2023年、ボニー・クレイトン〈ドナ・ミルズ〉[53]）
- SHE SAID/シー・セッド その名を暴け（2023年）
- ツーリスト・ガイド・トゥ・ラブ 〜恋のツアーガイド〜（英語: A Tourist's Guide to Love）（2023年）

### ラジオ／ニコ生
- 中恵光城とさいとうよしえの冒険ラジオ（2013年 - 2014年、パーソナリティー）[54]
- 小説家になろう公式生放送「なろうラジオ」（2014年 - 2018年、ニコニコ生放送、パーソナリティー）[55]
- 大橋歩夕の喫茶フェアリーテイルズ（2015年、37杯目の常連客（ゲスト））
- すまいるエフエム すまいるシンジケート（2014年 - 2015年[注釈 1]、ゲスト）
- ニコ生 非公式ぷよぷよバラエティ「ぷよっとじっけんしつ!」（2015年 - 2017年、パーソナリティ、イラスト、音響編集）
- 中恵光城のまったれるーむ〜ゲーム配信〜（2020年、ゲスト、Overcooked 2）[56]

### CM
- ソレアード ラジオCM（2016年、FM NACK5）[57]
- 株式会社電翔 TVCM（2016年、テレビ埼玉）[58]
- 受験サポート塾SIEG WebCM『レジェンド オブ ジークvol.1』（2017年、YouTube）[59]
- ヘルチェック川崎センター CM映像（2020年、街頭ビジョン）[60]
- アスタータタリクス リリース記念TVCM（2023年）

### ナレーション
- ダイエーグループ「アイスわくわくキャンペーン」
- 守って! パペット 公式PV〜女性声優さんに実況プレイさせてみた風〜（2015年）
- ナガシマ博士の発見! ボートレース研究所（2018年、スカパー!）
- 世界遺産から絶品グルメまで！3時のヒロイン&ぼる塾 沖縄気になるチョイス！（2022年、TOKYO MX）[61]
- 日本レジャーチャンネル「教えて！黒須田編集長！」（2022年、スカパー!）[62]
- 芸人だってツラいよ! トラブっちゃった座談会〜生きづらさを生きていく〜（2022年、BSよしもと）[63]
- 森永製菓「パッションフルーツLabo」商品紹介映像（2023年）

### パチンコ・パチスロ
- 防空少女ラブキューレ2〜極限の共鳴〜（2023年、フォールド）

### 舞台・朗読
- 企画ユニットKAMAYAN#3「俺達はエスパーじゃねえ」（2011年、大山ひかり）※斎藤佳恵名義[64]
- 81ライブ「eee THREE」
  - 舞台「喫茶『ドラマティック』」（黒天女アリシア）
  - 朗読劇「四十四年後の証明」（コハク）
- 企画ユニットKAMAYAN#6「ランチさんとディナー」（2013年、蘇我忍）[65][66]
- 演劇ユニットコレカラクルーズ第2回公演「他人のふりのアリス」（2013年、料理女、ハートの赤ちゃん）[67]
- 即興演劇ユニットacttract act.4「ハロー・グッバイ」（2014年、森山光）[68]
- メソッドWSオムニバス公演（2015年）[69]
  - 「まずは二人」（アサダ）
  - 「近からず遠からず」（ライカ）
- 即興演劇ユニットacttract act.5「哀には愛を」（2015年、女B、女C、佐藤（赤ちゃんの声））
- ファルスシアター第20回公演「ズーキーパーズ」（2015年、高木留美）[70]
- ファルスシアター第22回公演「スターティング・オーバー 〜Starting Over〜」（2017年）[71]
- カラスカ「闘争・オブ・ザ・リング」（2018年、山之内朝子）[72]
- スペーストラベロイド（2018年、海野）[73]
- ファルスシアター番外公演Vol.7「やみなべ2019」（2019年）[71]
  - 「あの頃には戻れない。」
  - 「プライオリティ。」
- 劇団劇作家「劇読み！サバイバル2」（2021年）[74]
  - 「ネバーランドへ連れていって」
- おむすびシアターZUSHI Music&Reading Live（2021年）[75]
- Reading & Music Live@南青山おむすびJazz（2022年）[76]
- 朗読劇×生演奏Live@南青山おむすびJazz（2022年）[77]
- おむすびシアターBARシモキタ リーディングライブ（2022年）[78][79]
- カカフカカ企画の朗読劇（2022年）[80]

### ライブ
- ななはなpresents「Seven colors of flowers VOL.2」（2014年）[81]
- CERASUS VOCALIST WORKS PRESENTS -バレンタインガールズポップステージ- BRILLIANT STARLIGHT Vol.1（2015年）
- 咲き乱れちゃいなさい VOL.4（2015年）[82]

### イベント
- 冒険企画局＆クラウドゲートコンベンション「BCコン」（2013年、プレイヤー参加）
- クラウドゲート公式オフ会「春のどさイベ2013」（2013年、東京会場司会）
- JGC2013「エリュシオンミニライブRPG 爆発一時間前! 世界征服同好会の挑戦」（2013年、ヨミチ役、アフタートーク出演）
- クラウドゲート公式オフ会「秋のどさイベ2013」（2013年、東京会場司会）
- 小説家になろう公式生放送「なろうラジオ」公開収録（2014年4月24日、月島社会教育会館ホール）- パーソナリティ[83]
- 宿泊型TRPGコンベンション「第7回 TRPG文華祭」（2014年、GM（エリュシオン）参加）[84]
- やなせなつみ主催イベント「声の仕事 ワンでーれっすんす～ん」（2014年、司会アシスタント）[5]
- ウォークラリーイベント「Oh! 迷子er! よっち!! 『〜さいとうよしえを捕獲せよ〜』」（2015年）[85]

| #  | タイトル                         | 作詞 | 作曲・編曲 | 参加者                                                                                   |
| -- | -------------------------------- | ---- | ---------- | ---------------------------------------------------------------------------------------- |
| 1. | 「今日も元気だ! Oh! 迷子er! OP」 |      |            | ラジオトーク協力：竹内仁美                                                               |
| 2. | 「ドラマ chapter1」              |      |            | ボイスドラマ協力：角掛みなみ&丁晨                                                        |
| 3. | 「今日も元気だ! Oh! 迷子er! 1」  |      |            |                                                                                          |
| 4. | 「ドラマ chapter2」              |      |            |                                                                                          |
| 5. | 「今日も元気だ! Oh! 迷子er! 2」  |      |            |                                                                                          |
| 6. | 「ドラマ chapter3」              |      |            |                                                                                          |
| 7. | 「今日も元気だ! Oh! 迷子er! ED」 |      |            |                                                                                          |
| 8. | 「Oh! 迷子er! よっち!!」         |      |            | 作詞：さいとうよしえ、作編曲：悠花ユカ（ロータスルートオーケストラ）、歌：さいとうよしえ |
| #   | タイトル                        | 作詞 | 作曲・編曲 | 参加者                            |
| --- | ------------------------------- | ---- | ---------- | --------------------------------- |
| 1.  | 「よっちぼっちステーション OP」 |      |            | ラジオトーク協力：竹内仁美        |
| 2.  | 「ドラマ chapter1」             |      |            | ボイスドラマ協力：角掛みなみ&丁晨 |
| 3.  | 「よっちぼっちステーション 1」  |      |            |                                   |
| 4.  | 「ドラマ chapter2」             |      |            |                                   |
| 5.  | 「よっちぼっちステーション 2」  |      |            |                                   |
| 6.  | 「ドラマ chapter3」             |      |            |                                   |
| 7.  | 「よっちぼっちステーション 3」  |      |            |                                   |
| 8.  | 「ドラマ chapter4」             |      |            |                                   |
| 9.  | 「よっちぼっちステーション 4」  |      |            |                                   |
| 10. | 「ドラマ chapter5」             |      |            |                                   |
| 11. | 「よっちぼっちステーション ED」 |      |            |                                   |
- コンパイル同窓会〜コンパイルナイトSUNふぁいなる〜（2015年、場内アナウンス、進行アシスタント）[86]
- やなせなつみ主催イベント「ユニット対抗歌合戦ッ!!＋α」（2015年、略してふぇぶらりーず、首塚歌劇団鼻組）[87]
  - イベント記念音声CD-ROM『ユニット仲良く数珠つなぎ』
- 『サイトウケンジ × 黒銀』聖逆十字学園プロジェクト 真夜中の決起集会1000％（2015年）[88]
- ウォークラリーイベント「Oh! 迷子er! よっち!! 通『〜落しものを探し出せ!〜』」（2016年）[89]
- 中恵光城誕生日イベント「ABCAS TEA-PARTY」（2017年）[90]

### 書籍・Web
リプレイ出演
- 『恋と冒険の殺戮力学 - 恋と冒険の学園TRPG エリュシオンリプレイ』（2013年、プレイヤー 恋矢河のえる）[91][92]
- 『スピタのコピタの!』第8巻（2013年、プレイヤー 加糖ちよ子）[93][注釈 2]
- Webリプレイ「恋と冒険のクラスメイト!」（2013年、プレイヤー 加糖ちよ子）[94]

アンケート参加
- 『このWeb小説がすごい!』（2015年、回答者）[95]

## ディスコグラフィ
元コンパイル社員でアレスタシリーズ等の楽曲を手がけた竹内啓史（KG TAKEUCHI）らと組んで同人活動を行っている。